# Solange Badim
Solange Duarte Badim (Rio de Janeiro, 16 de abril de 1964 – Rio de Janeiro, 29 de setembro de 2017) foi uma atriz, diretora e produtora brasileira. Fez sua estreia em telenovelas em Porto dos Milagres, em 2001.
Antes de integrar o elenco de Salve Jorge, telenovela de 2012, participou, no ano anterior, da peça Emilinha & Marlene, as Rainhas do Rádio. Solange estava internada no Hospital Badim, na Tijuca, Rio de Janeiro, onde morreu de câncer de pulmão.

## Filmografia

### Televisão
| Ano  | Título             | Personagem           |
| ---- | ------------------ | -------------------- |
| 2001 | Porto dos Milagres | Serena               |
| 2004 | A Diarista         | Marta (ep: "Piloto") |
| 2006 | Sob Nova Direção   | Sílvia               |
| 2007 | Malhação           | Carmem               |
| 2012 | Salve Jorge        | Delzuíte Mendonça    |

## Teatro
| Ano  | Título                                  | Personagem      |
| ---- | --------------------------------------- | --------------- |
| 1981 | Banhos                                  |                 |
| 1987 | Sujô no Olimpo                          |                 |
| 1987 | A Gata Borralheira                      |                 |
| 1989 | Sonhos de Um Sedutor                    | Mulher de Félix |
| 1995 | As Armas e o Homem de Chocolate         |                 |
| 1997 | Bonifácio Bilhões                       | Alzirinha       |
| 2001 | Deus Late?                              |                 |
| 2008 | A Noviça Rebelde                        |                 |
| 2010 | Oui oui... A França é aqui!             | Torre Eiffel    |
| 2012 | Emilinha & Marlene, as Rainhas do Rádio | Marlene         |
| 2014 | As Bodas de Fígaro                      |                 |
| 2015 | Tem Um Psicanalista na Nossa Cama       |                 |

## Prêmios e indicações
| Ano  | Categoria                | Festival                         | Trabalho                        | Resultado |
| ---- | ------------------------ | -------------------------------- | ------------------------------- | --------- |
| 1987 | Melhor Atriz             | Prêmio Mambembe                  | Sujô no Olimpo                  | Indicada  |
| 1987 | Melhor Atriz             | Prêmio Mambembe                  | A Gata Borralheira              | Indicada  |
| 1995 | Melhor Atriz             | Prêmio Cultura Inglesa de Teatro | As Armas e o Homem de Chocolate | Venceu    |
| 2008 | Melhor Atriz Coadjuvante | Prêmio APTR                      | A Noviça Rebelde                | Indicada  |
| 2013 | Atriz Revelação          | Prêmio Extra de Televisão        | Salve Jorge                     | Indicada  |
| 2015 | Melhor Atriz             | 2º Prêmio Cesgranrio de Teatro   | As Bodas de Fígaro              | Venceu    |